# Dystovomita
Dystovomita es un género con tres especies de plantas fanerógamas perteneciente a la familia Clusiaceae. Era considerado anteriormente como una mera sección del género Tovomita.

## Taxonomía
El género fue descrito por (Engl.) D'Arcy y publicado en Annals of the Missouri Botanical Garden 65(2): 694. 1978[1979]. La especie tipo es: Dystovomita pittieri (Engl.) D'Arcy - Basiónimo: Tovomita pittieri Engl.

## Especies aceptadas
A continuación se brinda un listado de las especies del género Dystovomita aceptadas hasta julio de 2011, ordenadas alfabéticamente. Para cada una se indica el nombre binomial seguido del autor, abreviado según las convenciones y usos. 
- Dystovomita brasiliensis D'Arcy
- Dystovomita clusiifolia (Maguire) D'Arcy
- Dystovomita pittieri (Engl.) D'Arcy - Basiónimo: Tovomita pittieri Engl., 1923